# Саоне (Тренто)
Саоне је насеље у Италији у округу Тренто, региону Трентино-Јужни Тирол.
Према процени из 2011. у насељу је живело 223 становника. Насеље се налази на надморској висини од 507 м.